# Selex Sistemi Integrati
Selex Sistemi Integrati era una società controllata da Finmeccanica che progettava e sviluppava Grandi Sistemi per l'Homeland Protection, sistemi radar e sensori per applicazioni nel settore navale e terrestre, per la sorveglianza marittima, portuale e costiera, nonché per la gestione e il controllo del traffico aereo e aeroportuale.
L'azienda, che occupava circa 4 500 dipendenti, vantava oltre cinquant'anni di esperienza e una clientela di oltre 150 Paesi.

## Storia
Nel 1951 viene costituita tra Finmeccanica  e l'azienda statunitense Raytheon una nuova società, la Microlambda - Società per studi ed applicazioni di elettronica, per la produzione su licenza di sistemi radar per applicazioni navali e terrestri. Per la costruzione degli apparati viene scelto lo stabilimento di Baia, vicino a Napoli, che si era già distinto nella fabbricazione di siluri con il nome di Silurificio di Baia.
Nel 1956, con capitale Edison, nasce a Roma la SINDEL, una nuova azienda operante nel campo dell'elettronica professionale, alla quale approdano molti tecnici e ingegneri di Microlambda.
Nel 1960 interviene un accordo industriale a livello internazionale a far nascere una nuova realtà industriale, la Selenia – Industrie Elettroniche Associate, con un pacchetto azionario così ripartito: 40% Finmeccanica, 40% Raytheon e 20% Edison. Il marchio Selenia acquisirà fama mondiale grazie ai suoi sistemi di sorveglianza per uso sia civile, sia militare.
Nel 1990 Selenia si fonde con Aeritalia, azienda leader dell'industria aerospaziale. Dalla fusione nasce una nuova società, Alenia, una realtà produttiva con oltre 30 000 dipendenti, attiva nei settori aeronautico, radaristico, navale, sistemistico, missilistico, spaziale, motoristico aeronautico, di protezione ambientale. Alenia cresce rapidamente in dimensioni e potenziale, tanto che alla fine degli anni novanta viene suddivisa in due distinte aziende per seguire al meglio le attività di punta: Alenia Aerospazio per la progettazione e la costruzione di velivoli e sistemi spaziali, e Alenia Difesa, nel cui perimetro di attività rientrano radar, missili, sistemi navali, sistemi avionici e la società Otobreda.
L'accesa competizione nel mercato dell'elettronica per la difesa, e la necessità di crescere in dimensioni per confrontarsi con mercati sempre più esigenti, inducono il management di Alenia Difesa a creare un'alleanza internazionale. Il partner prescelto è l'inglese GEC-Marconi e, nel 1998, nasce Alenia Marconi Systems, con le partecipazioni paritetiche di Finmeccanica e GEC-Marconi. Pochi mesi dopo la Marconi viene rilevata dalla British Aerospace (BAe), colosso inglese nel settore aerospaziale e della difesa che, a seguito dell'unione con la GEC-Marconi, prende il nome di BAE Systems.
L'azienda britannica subentra nella joint venture con Finmeccanica sino al 2005, quando vengono sciolti gli accordi e il gruppo italiano acquisisce il 100% delle azioni italiane di AMS, incluse anche le attività di Air Traffic Management (ATM) e Air Traffic Control (ATC) acquisite dalla BAE Systems in Inghilterra (ATMAS UK) e Stati Uniti (Asi).
Nel 2005 vede infatti la nascita di SELEX Sistemi Integrati, un'azienda che occupa oltre 4 500 dipendenti, che raccoglie quanto seminato negli ultimi anni e che si apprestava a reinterpretare e definire il nuovo ruolo: da una parte il rafforzamento del business tradizionale, quello dei sensori navali e terrestri, dall'altra il posizionamento sul mercato mondiale della nuova missione aziendale, quella dei Grandi Sistemi per l'Homeland Security e Defence.
Nell'ambito della riorganizzazione, in Finmeccanica, dei settori dell'Elettronica per la Difesa e Sicurezza, dal 1º luglio 2010 sono confluite in SELEX Sistemi Integrati le attività di Difesa, Logistica e Ambiente di Elsag Datamat, inclusa la partecipazione nella società Space Software Italia, e le attività relative ai radar PAR - (Precision Approach Radar) di superficie, terrestri e navali della società SELEX Galileo.
Nel corso del 2010, esplode una bufera giudiziaria su Selex Sistemi Integrati. Il pubblico ministero Paolo Ielo indaga su commesse ricevute dal 2005 al 2010. Queste, secondo il GIP, sono poi state concesse in subappalto a società esterne, sovrafatturandole per creare fondi neri. Questo salvadanaio poi, venne usato per le tangenti e le regalie da distribuire a consulenti, amministratori pubblici e cassieri di partiti politici. L'inchiesta vede indagati l'amministratrice Marina Grossi, per reati fiscali e corruzione, Pier Francesco Guarguaglini per "dichiarazione fraudolenta mediante uso di fatture" e Lorenzo Borgogni, responsabile delle relazioni esterne del gruppo Finmeccanica, per il reato di finanziamento illecito ai partiti.
Dal 1º gennaio 2013 è confluita in Selex ES S.p.A. a sua volta confluita in Finmeccanica il 1º gennaio 2016.

## Sedi
In Italia Selex Sistemi Integrati era presente con i propri stabilimenti a Roma, Fusaro, Giugliano, Genova, La Spezia, Nerviano e Taranto. All'estero aveva sedi in Germania (SELEX Systems Integration GmbH) per la produzione di radar meteorologici, negli Stati Uniti (SELEX Systems Integration Inc), per i sistemi di aiuto alla navigazione aerea, e nel Regno Unito (SELEX Systems Integration Ltd) per i servizi di consulenza nel settore dell'elettronica per la Difesa e Sicurezza.

## Organigramma
Amministratore delegato della Selex Sistemi Integrati è stata Marina Grossi, moglie di Pier Francesco Guarguaglini, allora presidente e amministratore delegato di Finmeccanica. Guarguaglini è stato indagato dalla Procura di Roma per frode fiscale e false fatturazioni per operazioni inesistenti, nell'ambito dell'inchiesta sugli appalti assegnati dall'Enav a Selex Sistemi Integrati.. Nell'ambito della stessa indagine, il 19 novembre 2011 è stato disposto l'arresto del direttore delle vendite Manlio Fiore, insieme a Guido Pugliesi, AD di Enav.

## Le attività
L'offerta di SELEX Sistemi Integrati si articolava su tre linee di attività, prevalentemente militari, tra loro complementari e sinergiche: Grandi Sistemi per la protezione e la sicurezza del territorio, Sistemi Civili per la gestione e il controllo del traffico aereo e aeroportuale e per la sorveglianza marittima e costiera, Sistemi Difesa per applicazioni nei settori aereo, navale e terrestre. Tutte le attività erano supportate dalla progettazione e produzione di apparati radar, sensori e sistemi di comando e controllo, nonché da un dipartimento dedicato alle attività di Supporto Logistico Integrato.
Grandi Sistemi (prevalentemente militare) All'interno del Gruppo Finmeccanica (oggi Leonardo), SELEX Sistemi Integrati era responsabile della progettazione e della commercializzazione di Grandi Sistemi per la sicurezza e la difesa del territorio. Le attività per la sicurezza includono soluzioni per la protezione del territorio e dell'ambiente, dei confini, della popolazione, delle istituzioni e delle infrastrutture 'sensibili', nonché sistemi per la gestione delle crisi e dei grandi eventi. Nel settore della difesa le attività riguardano la realizzazione di architetture net-centriche in grado di operare in un contesto interforze ed interoperabile per il raggiungimento della superiorità dell'informazione. La progettazione e realizzazione di Grandi Sistemi consentiva alla società di disporre di un ampio portafoglio di tecnologie, prodotti e competenze, sia proprie sia di altre aziende del Gruppo Finmeccanica (oggi Leonardo).
Sistemi Civili (civile) Il dominio delle tecnologie e delle capacità “critiche” nel campo dei Grandi Sistemi permetteva all'azienda di proporsi, nel settore della gestione del traffico aereo e delle aree aeroportuali, anche come fornitore globale del “sistema aeroporto”. Dal sistema meteo ai radar ATC (Air Traffic Control), dai movimenti aeroportuali di terra alla gestione del traffico nello spazio aereo, l'azienda offriva un portafoglio completo di prodotti e servizi candidandosi come partner tecnologico ideale per soluzioni ‘chiavi in mano’ proponendo la propria responsabilità nella progettazione, produzione, installazione e messa in opera di numerose configurazioni operative. L'azienda proponeva soluzioni anche per la sorveglianza costiera e marittima con il Vessel Traffic Management System.
Sistemi Difesa (prevalentemente militare) SELEX Sistemi Integrati realizzava sistemi per la difesa navale, la difesa aerea e del campo di battaglia. Nel settore navale la società vantava una cinquantennale leadership testimoniata da attività per oltre 100 unità navali e 40 differenti clienti mondiali. SELEX Sistemi Integrati è stata infatti in prima fila nello sviluppo e nella fornitura di sistemi di combattimento integrati, di comando e controllo, di controllo del tiro, sensori radar ed elettro-ottici, sistemi per la simulazione e l'addestramento. Inoltre SELEX Sistemi Integrati realizzava i sistemi di supporto alla missione che comprendono, tra gli altri, stazioni di pianificazione di missione, sistemi informativi gestionali per il supporto dei processi logistici e sistemi integrati di test e validazione. Le capacità di SELEX Sistemi Integrati trovavano naturale applicazione sul campo di battaglia e nella difesa aerea, attraverso un'offerta di soluzioni altamente efficaci dal punto di vista strategico e tattico. Con le versioni fissa (FADR) e mobile (DADR) del RAT31DL, SELEX Sistemi Integrati era il principale fornitore europeo di radar 3D Long-Range in ambito NATO.
Le aree di attività relative ai Grandi Sistemi, ai Sistemi Civili e ai Sistemi Difesa erano supportate da un Dipartimento dedicato al Supporto Logistico Integrato, costituito da oltre 400 specialisti attivi in tutto il mondo anche attraverso una fitta rete di collaborazioni con aziende locali.
Selex Sistemi Integrati era una delle poche Aziende (insieme con STMicroelectronics) a ospitare una fonderia per la realizzazione di circuiti integrati a microonde su semiconduttori di arseniuro di gallio (GaAs) e nitruro di gallio (GaN).

## Museo del radar
Nello stabilimento di Fusaro ha sede il Museo del Radar. Inaugurato nell'aprile 2009, è il primo, in Europa, a essere realizzato all'interno di un'azienda. Il Museo nasce dalla volontà di recuperare, conservare e tramandare la memoria della storia produttiva del radar iniziata in Italia circa sessant'anni fa proprio nell'attuale stabilimento del Fusaro, che continua a essere il sito aziendale in cui vengono prodotti tutti i sistemi radar realizzati dall'Azienda.
Il Museo del Radar si sviluppa su un'area di circa 750 m² così suddivisa:
- spazio espositivo
- archivio documenti
- area di simulazione
- area conferenze

Allo spazio espositivo è associata anche un'area esterna, lungo la quale sono collocate alcune fra le più significative antenne dei radar sviluppati e costruiti negli anni da SELEX Sistemi Integrati.
Completano lo spazio espositivo una sala simulazione dotata di tre consolle, una biblioteca tematica e una sala convegni, capace di ospitare 50 persone.